# Фернандо Вільявісенсіо
Фернандо Альчібіадес Вільявісенсіо Валенсія (11 жовтня 1963 , Alausíd, Чімборасо  — 9 серпня 2023 , Кіто ) — еквадорський політик, профспілковий діяч і журналіст, який балотувався в президенти Еквадору на загальних виборах 2023 року. Обіймав посаду члена Національних зборів з 2021 року до розпуску законодавчого органу 17 травня 2023 року.
До своєї політичної кар'єри він був журналістом-розслідувачем, висвітлюючи корупцію та насильство в Еквадорі. Критик колишнього президента Рафаеля Корреа, Вільявісенсіо перебував у вигнанні в Перу через юридичні проблеми після його публічної критики адміністрації Корреа. Він провів кілька місяців у в'язниці, поки в лютому 2018 року не було знято всі звинувачення
Невдало балотуючись до Національних зборів у 2017 році, Вільявісенсіо був обраний у 2021 році, представляючи національний виборчий округ. У травні 2023 року він оголосив про свою кандидатуру в президенти на загальних виборах того року.
Вільявісенсіо було вбито 9 серпня 2023 року після передвиборчого мітингу в Кіто.

## Ранній життєпис
Вільявісенсіо народився 1963 року в Алаусі в Еквадорі. Вивчав журналістику та комунікацію в Кооперативному університеті Колумбії. Він був одружений на Вероніці Сарауз, з якою познайомився під час роботи в Національній асамблеї. У них народилося п'ятеро спільних дітей.
Після коледжу він був одним із засновників партії Пачакутік у 1995 році. Він приєднався до Petroecuador у 1996 році спочатку як громадський комунікатор, а потім як профспілковий діяч до 1999 року, коли його звільнив уряд Джаміля Махуада. Після звільнення, разом із братом він відкрив піцерію.

## Журналістська кар'єра
Вільявісенсіо розпочав свою журналістську кар'єру в El Universo в Гуаякілі. Під час своєї кар'єри слідчого в El Universo він критикував різні уряди, наприклад уряд Густаво Нобоа, якого він звинуватив у корупції. Більшість його справ розкритикували, а довіру до них було поставлено під сумнів через консервативне фінансування газети.
Вільявісенсіо був першим, хто повідомив про докладні журналістські розслідування Джуліана Ассанжа, матеріали яких зберігали співробітники та охоронці посольства Еквадору у Великій Британії. У 2015 році Синтія Вітері та Вільявісенсіо надіслали до WikiLeaks секретні документи, де представлені факти, що в Еквадорі використовували італійську компанію для запуску програми спостереження, яка шпигувала за журналістами та політичними ворогами, а також шпигувала за Джуліаном Ассанжем у посольстві. The New York Times повідомила, що витік повідомлень чату 2015 року показує, що Ассанж і його найближче оточення знали про документи, які не були опубліковані WikiLeaks.

## Політична кар'єра

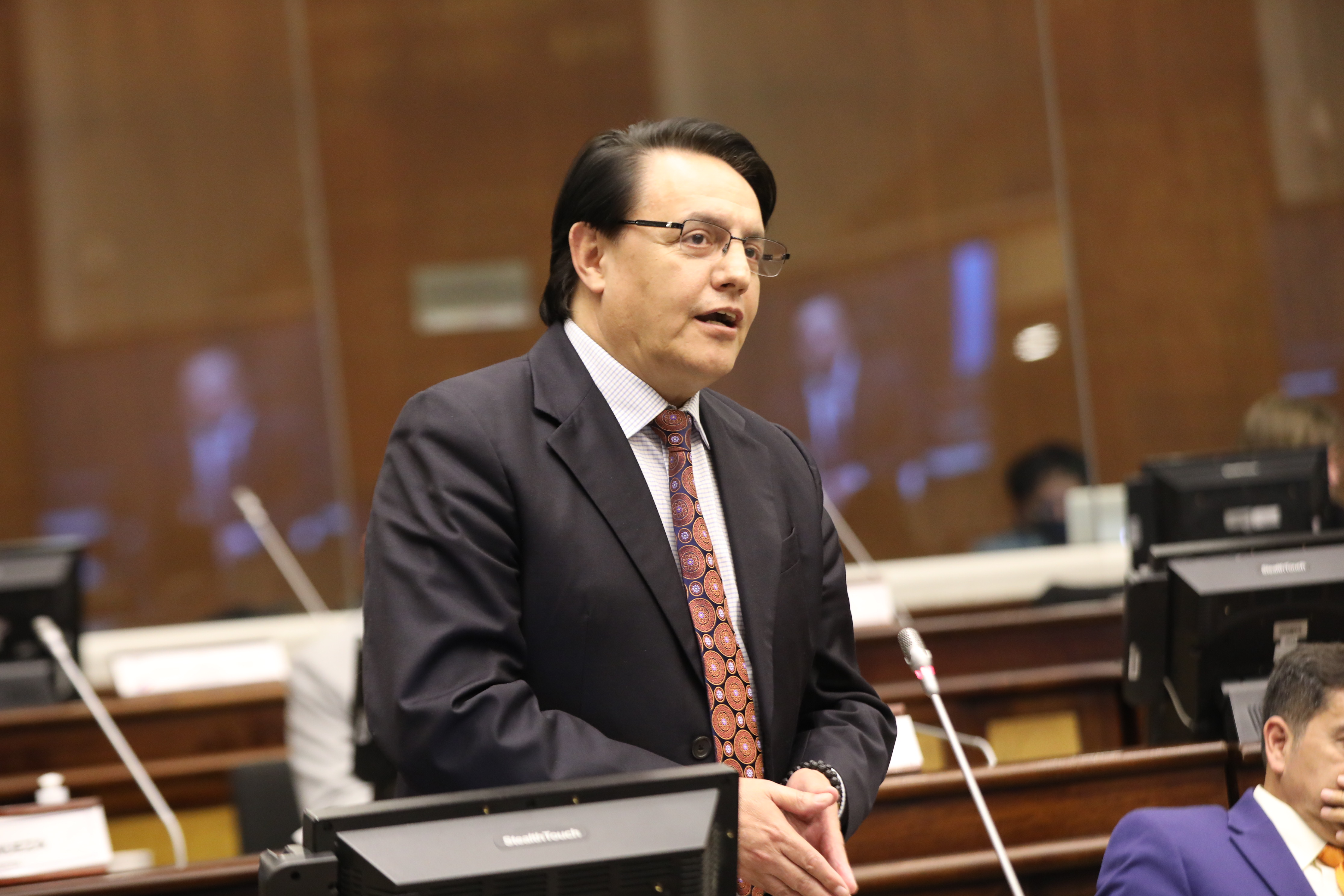
Вільявісенсіо виступає перед Національною асамблеєю у квітні 2022 року

Під час сесії Національної асамблеї в 2013—2014 роках Вільявісенсіо був парламентським помічником депутата Клевере Хіменеса. У цей час Хіменес і Вільявісенсіо звинувачували президента Рафаеля Корреа в тому, що він віддав наказ про збройне вторгнення в лікарню під час повстання поліції у вересні 2010 року. Корреа подав на нього до суду за наклеп, і Вільявісенсіо був засуджений до 18 місяців ув'язнення. Він поїхав до Вашингтона, округ Колумбія, шукаючи допомоги в Міжамериканській комісії з прав людини, але коли він повернувся до Еквадору, він уже мав ордер на свій арешт. Замість того, щоб здатися, він переховувався в регіоні Амазонки, поки не закінчився термін його покарання.
Спочатку, коли він оголосив про свою кандидатуру на виборах 2017 року до парламенту, його реєстрацію кандидатом у депутати було відхилено через його судові звинувачення. Після зняття звинувачень він зміг відновити свою кампанію; однак програв вибори. Після поразки його заарештували за звинуваченнями в образі особистості та шпигунстві після здійсненої критики адміністрації Корреа. Він втік до Перу, і під час перебування в цій країні всі звинувачення з нього були зняті в лютому 2018 року.
У 2021 році Вільявісенсіо знову балотувався до Національної асамблеї від Альянсу чесності, цього разу отримавши місце в національному виборчому окрузі. У вересні 2022 року Вільявісенсіо заявив, що став об'єктом замаху після того, як по його будинку в Кіто нібито стріляли.

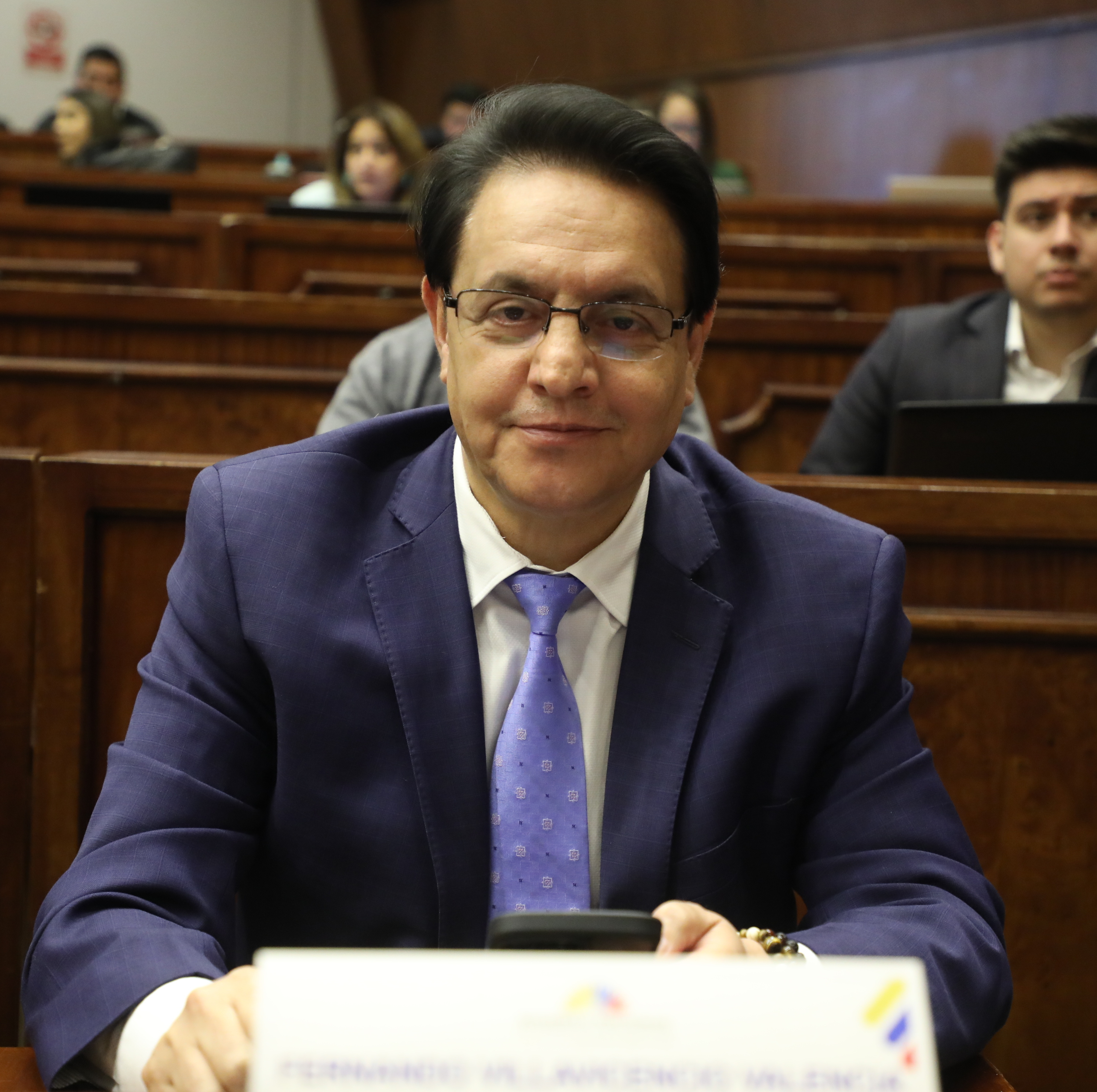
Вільявісенсіо у квітні 2023 року

У травні 2023 року його повноваження в Національній асамблеї закінчилися після розпуску Національної асамблеї президентом Гільєрмо Лассо. Перед розпуском Вільявісенсіо розкритикували кілька членів Асамблеї через його перешкоджання процесу імпічменту Лассо.

### Президентська кампанія 2023 року
Незабаром після розпуску Національної асамблеї Вільявісенсіо оголосив про реєстрацію своєї кандидатури на виборах президента Еквадору 2023 року. Він акцентував увагу на зростаючій корупції, насильстві в країні та захисті навколишнього середовища. Під час своєї кампанії він назвав Еквадор «наркодержавою» через зростання насильства, пов'язаного з діяльністю бандоформувань.
У червні 2023 року він призначив еколога Андреа Гонсалеса Надера своїм напарником у кандидатурі від Movimiento Construye. 10 червня партія Вільявісенсіо-Гонсалес зареєструвала свою кандидатуру в рамках Альянсу будівництва руху, а через два дні Національна виборча рада (CNE) схвалила їхню кандидатуру. Однак 16 червня його кандидатуру було відхилено через недостатню інформацію; однак питання було вирішено, і через чотири дні його кандидатуру повторно затвердили.
Опитування 9 липня показало, що Вільявісенсіо посідав четверте місце, набравши 10,23 %. Через тиждень, 18 липня, опитування показало, що Вільявісенсіо посідав друге місце з 13,2 %, а колишня депутатка Луїза Гонсалес посіла перше місце з 26,6 %. У серпні 2023 року, на момент свого вбивства, Вільявісенсіо набирав 7,5 %.

## Вбивство
9 серпня 2023 року о 18:20 за східноєвропейським часом Вільявісенсіо отримав поранення в голову, коли сідав до авто, невдовзі після завершення передвиборчої акції в Колегіо Андерсон у північній частині Кіто. Під час нападу бойовик також кинув гранату, але вона не зірвалася. Вільявісенсіо був терміново доставлений до сусідньої клініки, де констатували його смерть. Йому було 59 років. Під час перестрілки також було поранено дев'ятеро людей, у тому числі поліцейський. Під час вбивства Вільявісенсіо перебував під охороною. Підозрюваний у вбивстві був убитий під час перестрілки.
Вбивство Фернандо Вільявісенсіо сталося менш ніж за два тижні до проведення парламентських виборів. За день до смерті Вільявісенсіо повідомив у Міністерство юстиції про неназваний нафтовий бізнес. Більше подробиць звіту невідомо. The Washington Post зазначила, що його вбивство відбулося в період посилення злочинності в країні. Вільявісенсіо неодноразово погрожували вбивством; включно з картелем Сіналоа під час його президентської кампанії, причому останній такий випадок стався за тиждень до убивства.
Президент Гільєрмо Лассо підтвердив смерть Вільявісенсіо і заявив, що «злочин не залишиться безкарним». Після нападу Лассо запросив зустріч з представниками служби безпеки в Palacio de Carondelet у Кіто. Кандидат у президенти Ян Топич використав вбивство Вільявісенсіо як привід для боротьби зі зростанням насильства в країні. Інші кандидати в президенти, такі як Яку Перес, Ксав'єр Ервас, Отто Зонненхольцнер та Луїза Гонсалес, висловили свої співчуття та засудили вбивство. Колишній президент Корреа зазначив у зв'язку з його вбивством, що Еквадор став «державою-невдахою», і попередив, що «ті, хто намагається посіяти більше ненависті» його смертю, «лише продовжуватимуть знищувати нас».
Місія спостереження за виборами Організації американських держав (ОАД) оприлюднила заяву, в якій засудила вбивство, розділила горе та жах еквадорського народу та закликала владу провести ретельне та всебічне розслідування.
Відео нападу почали активно розповсюджуватися в соціальних мережах незабаром після того, як було підтверджено смерть Фернандо Вільявісенсіо. На відео видно, як Віллавенсіо сідав у автомобіль, коли пролунали кілька пострілів із криками свідків. У день вбивства партія Вільявенсіо також заявила, що кілька озброєних людей напали на їхні офіси в Кіто.
Після вбивства вдова Вільявісенсіо Вероніка Сарауз заявила, що його команда безпеки зазнала невдачі. Напарник Вільявісенсіо Андреа Гонсалес заявив, що вулиця в його рідному місті Алаусі буде названа на честь Вільявісенсіо.
На відео, опублікованому в соціальних мережах того вечора, кримінальне угруповання, відоме як Los Lobos, взяло на себе відповідальність за напад, але достовірність відео була під сумнівом..